# Teixeirichthys jordani
Teixeirichthys jordani là loài cá biển duy nhất thuộc chi Teixeirichthys trong họ Cá thia. Loài này được mô tả lần đầu tiên vào năm 1897.

## Từ nguyên
Từ teixeirichthys được ghép từ tên của Gabriel M. Teixeira (1897 - 1973), Toàn quyền Mozambique, người đã nhiều lần giúp đỡ tác giả Smith trong những nghiên cứu của ông tại quốc gia này, và hậu tố ichthys có nghĩa là "cá".
Từ định danh jordani được đặt tên của David Starr Jordan, giáo sư của Rutter, người đã giao bộ sưu tập cá từ Sán Đầu, Trung Quốc (bao gồm cả mẫu định danh của loài cá này) cho Rutter nghiên cứu.

## Phân loại học
T. jordani nằm trong nhóm chị em với các loài của chi Pristotis.

## Phạm vi phân bố và môi trường sống
T. jordani có phạm vi phân bố không liên tục ở khu vực Ấn Độ Dương - Thái Bình Dương, được ghi nhận ở một vài vị trí sau, bao gồm: Biển Đỏ, eo biển Mozambique, Seychelles, bãi cạn Cargados Carajos (Mauritius), Ấn Độ, Sri Lanka, đảo Đài Loan và bờ biển phía đông nam (Trung Quốc), vùng biển phía nam Nhật Bản và quần đảo Ryukyu, cũng như tại đảo Lord Howe (Úc). Loài này cũng được tìm thấy ở Phan Thiết (tỉnh Bình Thuận).
T. jordani ưa sống ở những vùng biển có nền đáy cát và thảm cỏ biển, độ sâu khoảng 4–50 m.

## Mô tả
Chiều dài lớn nhất được ghi nhận ở T. jordani là 14 cm. T. jordani có màu xanh lam ánh bạc hoặc nâu xám.
Số gai ở vây lưng: 13; Số tia vây ở vây lưng: 13; Số gai ở vây hậu môn: 2; Số tia vây ở vây hậu môn: 12; Số tia vây ở vây ngực: 18; Số gai ở vây bụng: 1; Số tia vây ở vây bụng: 5; Số lược mang: 27.

## Sinh thái học
Thức ăn của T. jordani chủ yếu là động vật phù du. Loài này có thể hợp thành đàn lớn đến vài trăm cá thể và thường bơi ở tầng nước giữa. Cá đực có tập tính bảo vệ và chăm sóc trứng; trứng bám chặt vào nền tổ.